# Prosopocera turei
Prosopocera turei là một loài bọ cánh cứng trong họ Cerambycidae.